# Storia di Foligno
La storia di Foligno ha inizio con la fondazione della città da parte degli "Umbri Fulginates" nel X secolo a.C., per poi divenire Fulginium sotto i Romani. Conquistata da Odoacre, cadde sotto l'influenza dei Longobardi e dei Franchi. Appartenne al Ducato di Spoleto fino al 1198, quando fu annessa allo Stato Pontificio, da papa Innocenzo III. Nel 1255 iniziò il periodo comunale e fu assoggettata prima all'Impero e poi ai Trinci fino al 1439. In questa data tornò nelle mani dello Stato della Chiesa seguendone le sorti, passando cioè al Regno d'Italia e nel 1946 divenne parte della Repubblica italiana. Sfortunatamente nel 1997 fu colpita da un disastroso terremoto.

## Età antica

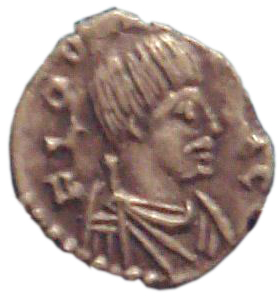
Moneta di Odoacre, coniata a Ravenna nel 477.

L'origine protostorica di Foligno risale all'epoca umbra preromana, essendo stata la città fondata dagli "Umbri Fulginates".
La Fulginia umbra (città preromana la cui fondazione risalirebbe al X secolo a.C. e di cui si hanno memorie precedenti al 500 a.C.), poi Fulginium romana, situata in zona precollinare nei pressi di Santa Maria in Campis (vicino all'attuale cimitero centrale) in prossimità della biforcazione dell'antica via Flaminia (che qui si divideva in due rami) e dello sbocco del fiume Topino (l'antico Supunna umbro o Timea romano) a fondovalle, ha lasciato alla città moderna (sorta probabilmente su un accampamento militare più a valle) l'impianto di strade rettilinee che si incrociano perpendicolarmente. Le strade sono in rapporto a quattro ponti romani tuttora esistenti sull'antico corso del fiume Topino. Dal 258 a.C. fu prefettura e municipio, dal 254 a.C., iscritta alla tribù Cornelia ed ebbe notevole importanza durante l'epoca imperiale.
Nel 476 fu assoggettata da Odoacre e poi dai Goti dal 493 al 550.
Successivamente appartenne ai Longobardi che la annessero al Ducato di Spoleto e poi ai Franchi.

## Epoca medievale
Appartenne al Ducato di Spoleto fino al 1198, quando fu annessa allo Stato Pontificio, da papa Innocenzo III. Nel 1255 iniziò il periodo comunale e fu assoggettata prima all'Impero e poi ai Trinci fino al 1439.

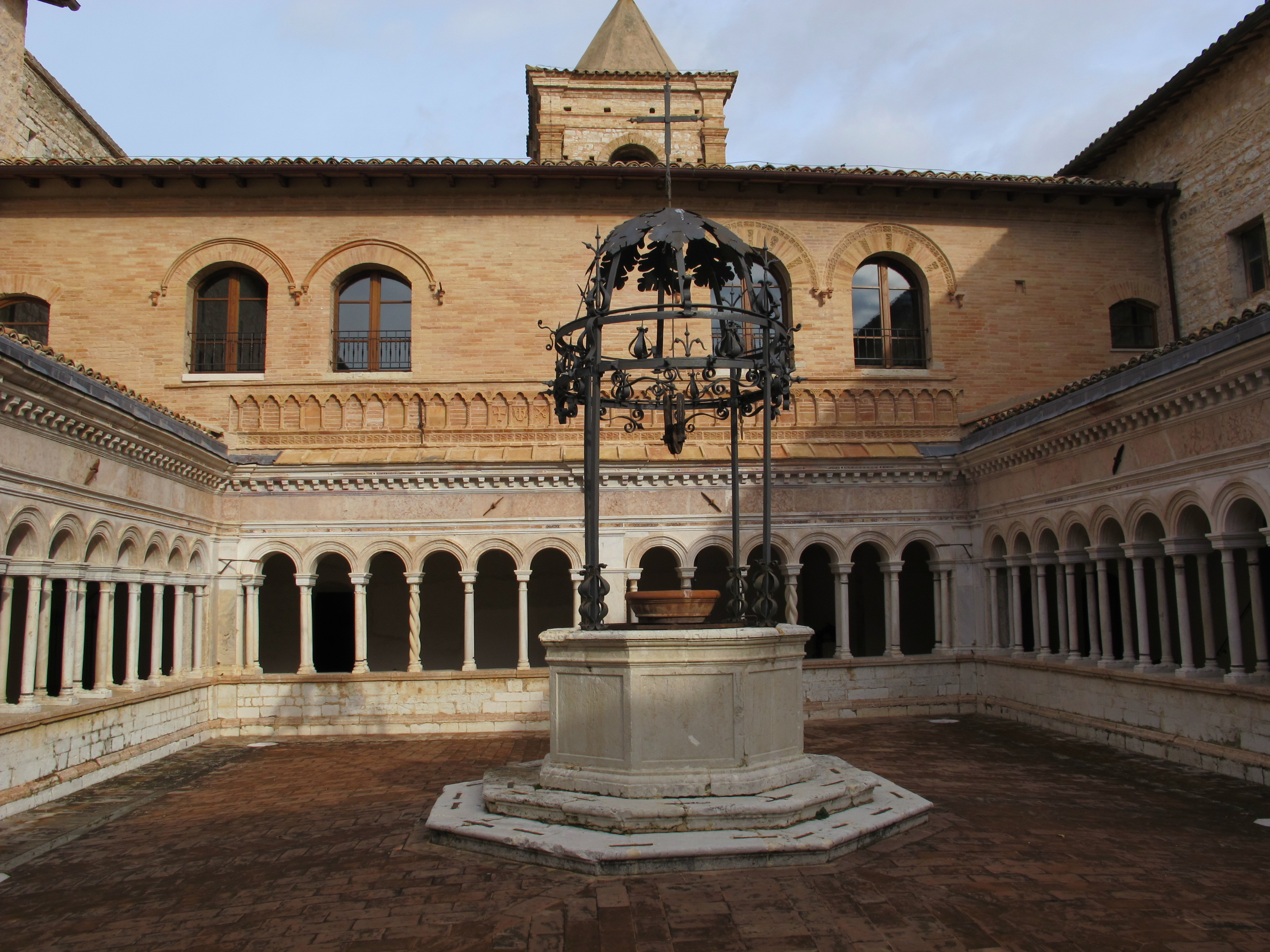
Chiostro dell'abbazia di Sassovivo

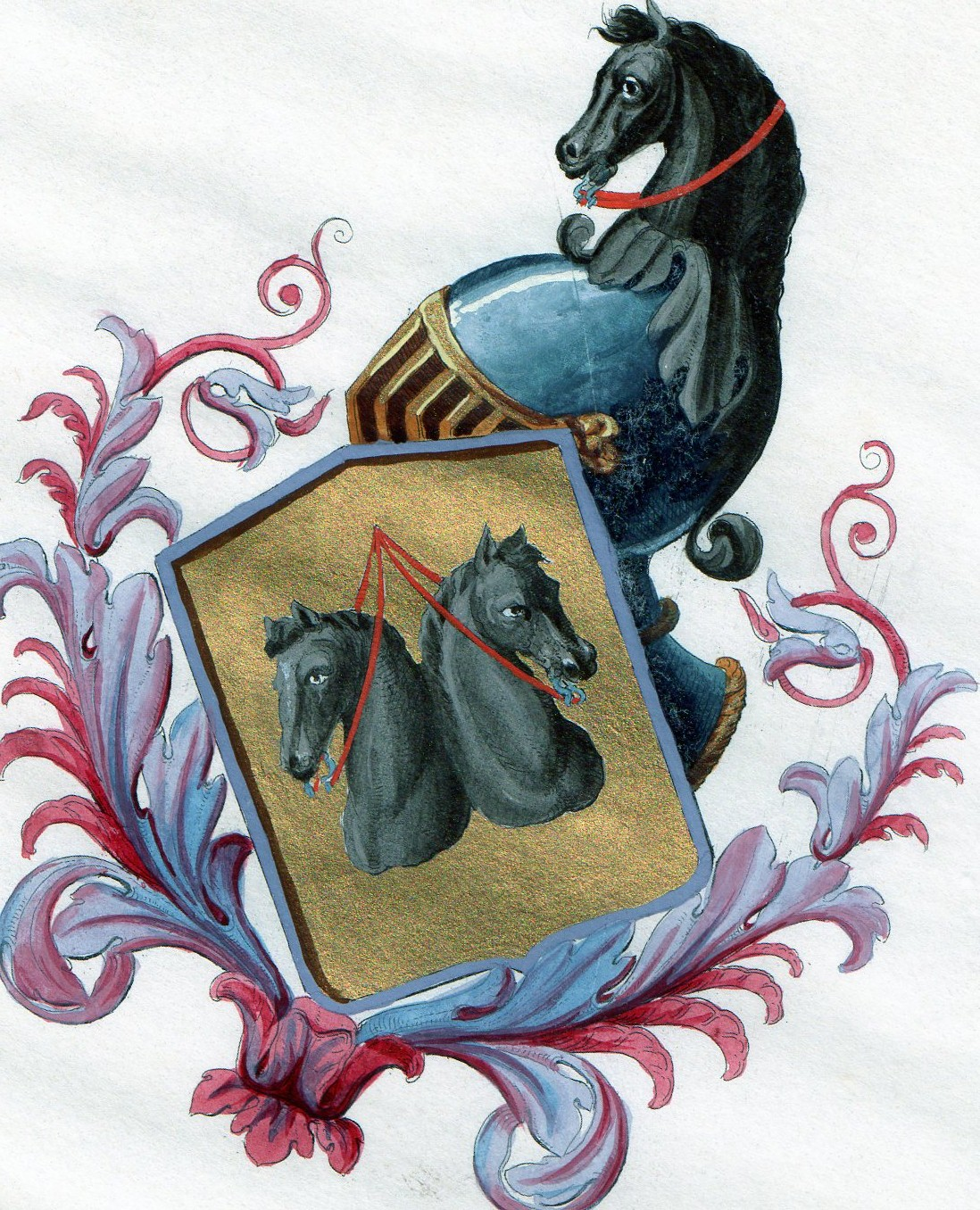
Stemma della famiglia Trinci

Durante la prima metà del XIII secolo, fatta eccezione per il breve periodo (1237-1239) in cui si alleò con Todi, Gubbio e soprattutto con la potentissima e guelfa Perugia, Foligno fu saldamente fedele all'Impero.
Sempre dopo Terni e poi Todi fu il terzo baluardo ghibellino in Umbria (escluso il periodo dei Trinci), nel XIII secolo si scontrò in quattro cruente guerre con la vicina guelfa Perugia. La prima fu combattuta tra il 1248 e il 1251, la seconda nel 1254, la terza tra il 1282 e il 1283 e la quarta tra il 1288 e il 1289. Le prime tre furono vinte dai folignati, nell'ultima ebbe invece la meglio Perugia che estese la propria sfera di influenza a Foligno. Secondo lo storico Jean-Claude Maire Vigueur, «Grundman sostiene addirittura che una vittoria di Foligno avrebbe aperto la strada in Umbria per un tipo di sviluppo economico, politico e culturale del tutto diverso, mentre la dominazione di Perugia ha fatto di essa il Mezzogiorno dell'Italia centrale, dedito principalmente alle attività agricole e subordinato, dal punto di vista commerciale e finanziario, agli uomini d'affari toscani...».
La fazione ghibellina, sempre più potente fino alla morte di Federico II, fu poi soppiantata da quella guelfa nel 1254, ma nel 1268 troviamo la città nuovamente ghibellina governata da Ansaldo di Filippo degli Anastasi.
Nel 1305, sconfitto Corrado degli Anastasi, con la nomina di Nallo Trinci a Gonfaloniere di Giustizia, ovvero capitano di parte guelfa e capitano del popolo, per Foligno iniziò un lungo periodo di governo signorile che terminò nel 1439 con la cacciata di Corrado Trinci per mano del cardinale Giovanni Vitelleschi, incaricato da papa Eugenio IV de reductione communis et hominum civitatis Fulginei ad obedientiam et gremium Ecclesiae.
Nel Trecento e nei primi decenni del Quattrocento, sotto la signoria guelfa dei Trinci, Foligno estese i propri confini fino all'Abruzzo (con Leonessa). Fu questa un'epoca di notevole sviluppo economico per la città, con l'affermazione di manifatture legate alla lavorazione del legno, della carta, dei filati, della ceramica e di alcuni metalli (fra cui oro e argento).
A Foligno si svolgeva anticamente (dal 20 maggio al 20 luglio di ogni anno, dal 1425 e fino al 1816) una nota fiera, denominata "Fiera dei Soprastanti", alla quale accorrevano mercanti da tutta Europa.

## Dominio pontificio

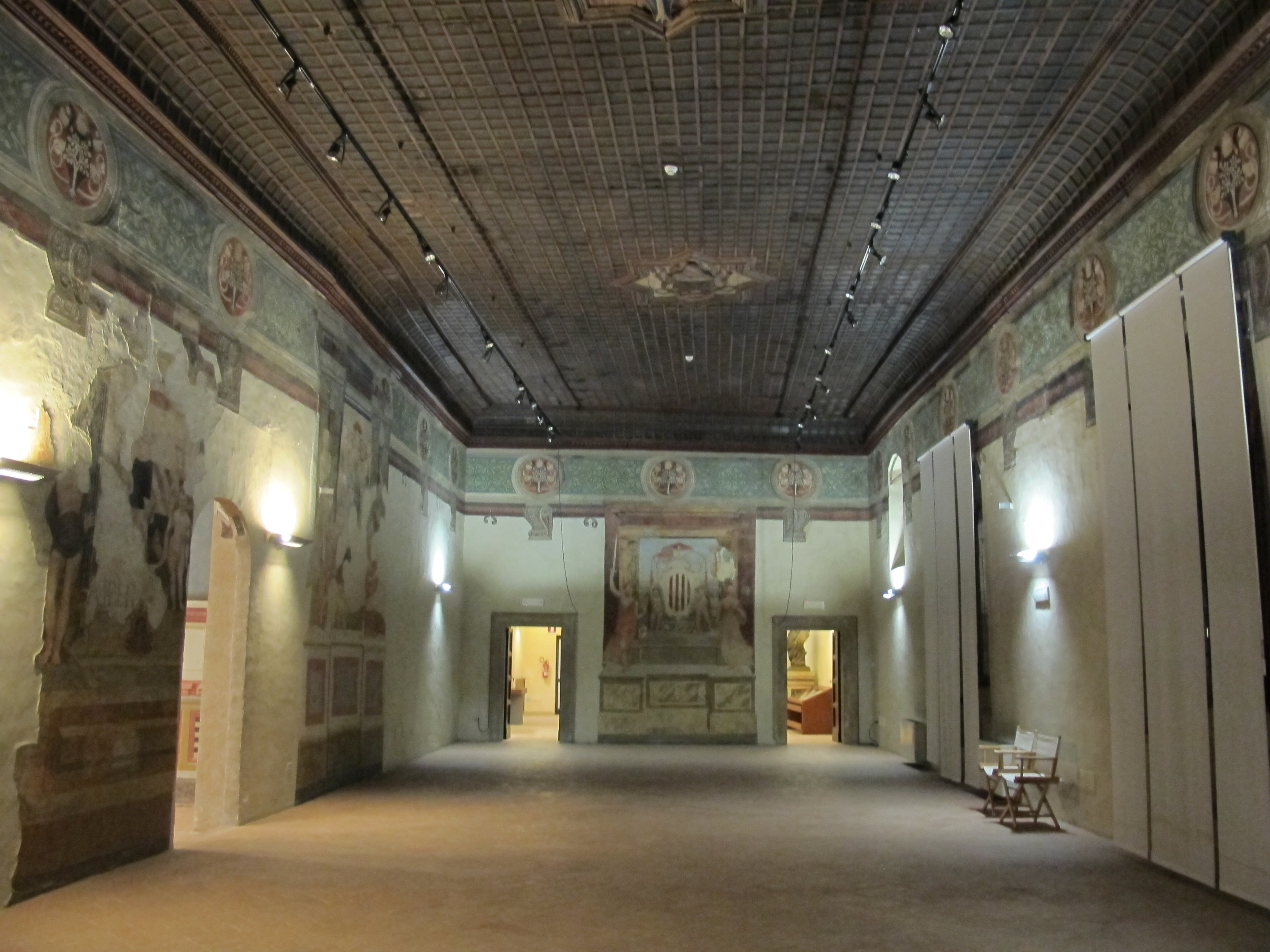
La sala di Sisto IV a palazzo Trinci

Con il ritorno del dominio papale, Foligno tornò ad essere amministrata da magistrature comunali, anche se la loro autonomia fu più nominale che sostanziale. Proprio in quegli anni, infatti, lo Stato della Chiesa iniziò la sua riorganizzazione amministrativa e politica in modo da poter meglio controllare le periferie. I forti contrasti, sorti dopo il 1439, tra la fazione popolare e quella nobiliare terminarono nel 1460 con l'esclusione, concessa da papa Pio II all'aristocrazia cittadina, del ceto popolare dal consiglio comunale. Da allora Foligno ebbe una delle forme oligarchiche più rigide dello Stato Pontificio.

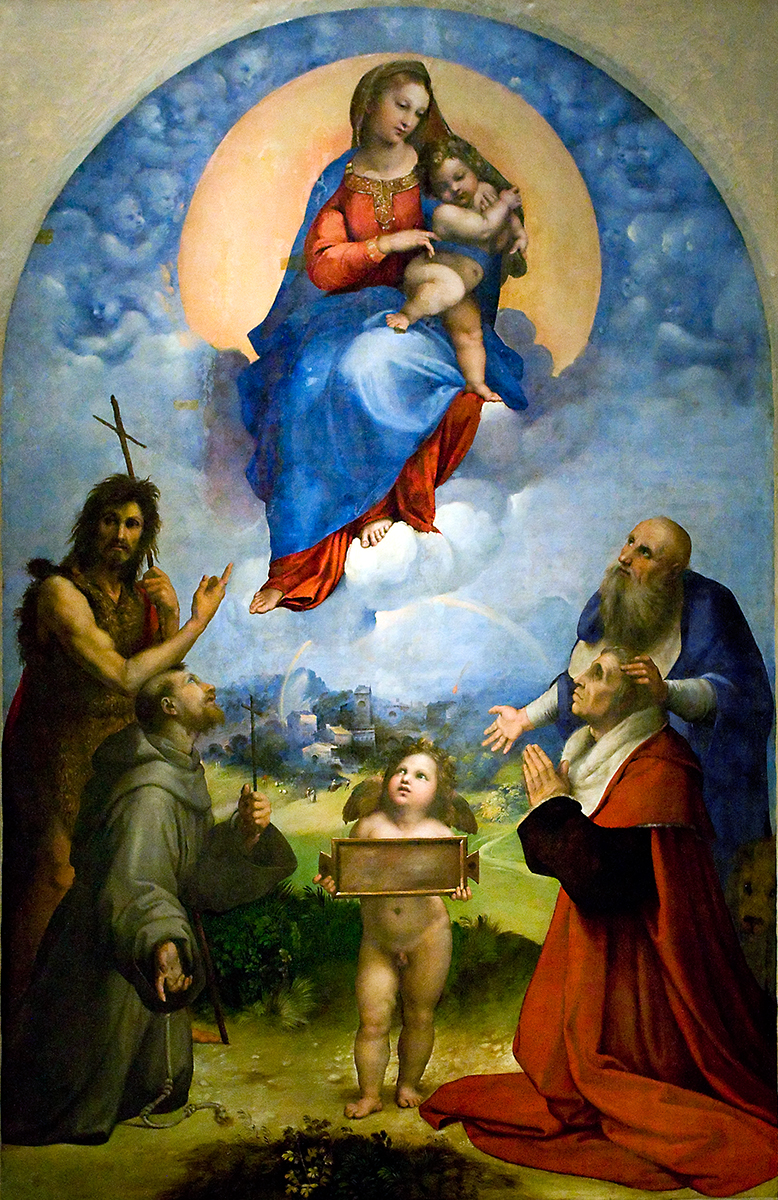
Raffaello Sanzio, Madonna di Foligno (1511-12)

Foligno è stata sempre fornitrice ufficiale di canapa dello Stato Pontificio, con la quale venivano realizzate soprattutto corde per campane. Le principali coltivazioni di canapa si sviluppavano nella zona ovest della città, in corrispondenza delle attuali Fiamenga e Budino. Durante l'occupazione francese, due opere d'arte presero la via della Francia, queste vennero esposte entrambe al Musee Napoleon grazie alle spoliazioni napoleoniche. La prima era la Madonna di Foligno di Raffaello, spedita il 25 febbraio 1797 al Louvre dalla Chiesa delle religiose di Sant'Anna. Questa venne trattenuta a Roma ed è oggi conservata presso la Pinacoteca Vaticana. Secondo il catalogo pubblicato nel Bulletin de la Société de l'art français del 1936, la seconda era il Polittico di San Nicolò (1492) dell'Alunno da Foligno, tempera su tavola, prelevata dalla chiesa di San Nicolò, esportata nel 1811 che rimase senza predelle che rimasero al Louvre.
La città sotto lo Stato Pontificio, ne ha condiviso le sorti fino alla sua incorporazione nel Regno d'Italia.

## XX e XXI secolo

La palazzina comando dell'Aeroporto di Foligno nel 1938

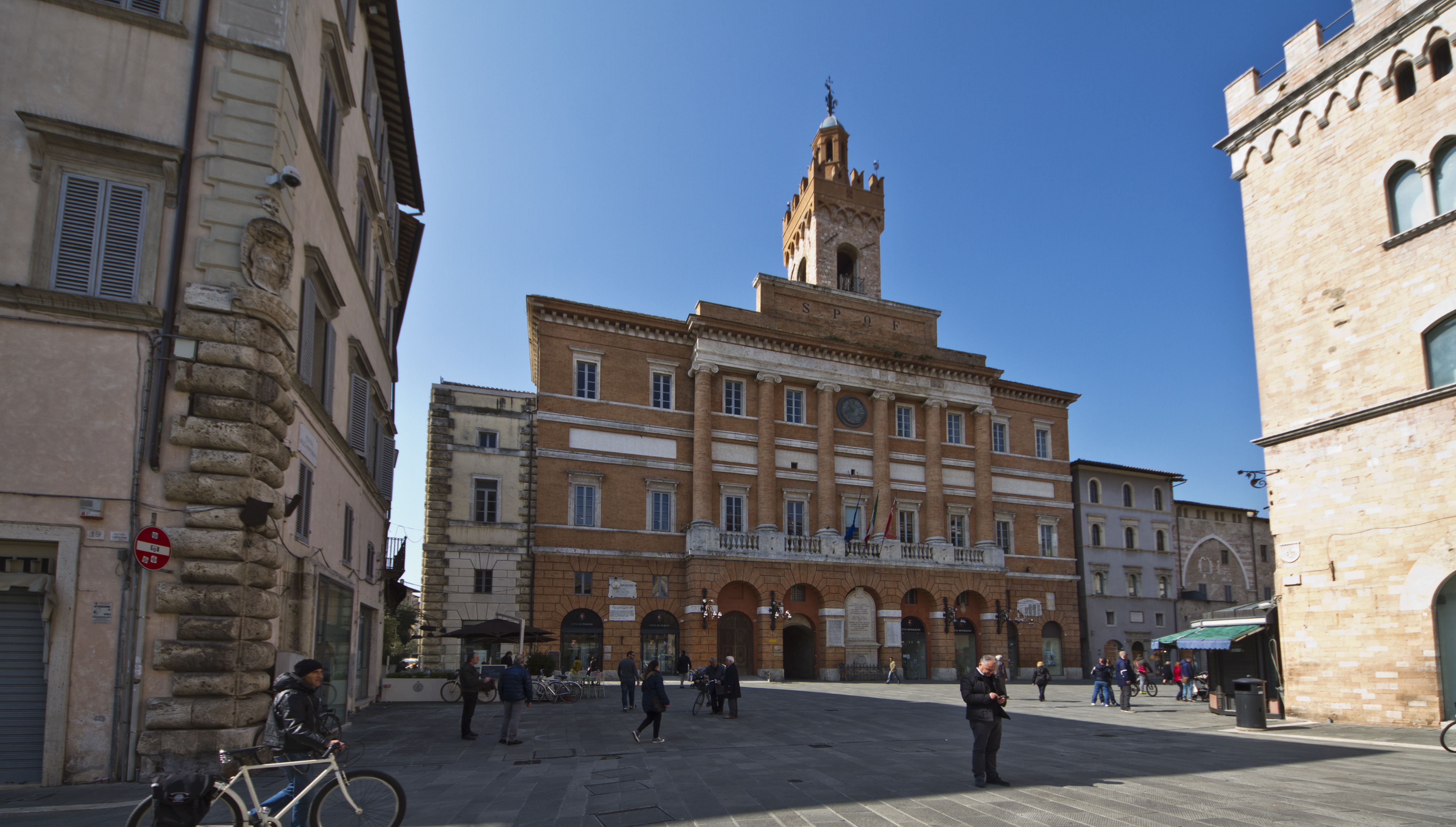
La facciata del Palazzo Comunale

Durante la seconda guerra mondiale fu sede di un importante aeroporto, di caserme, di scuole militari e di industrie belliche (in particolare aeronautiche ed alimentari). Subì per questo numerosissimi bombardamenti angloamericani che la distrussero per circa l'80% e perciò la città fu poi insignita di medaglia d'argento al valor civile.
Nella storia della città si sono susseguiti numerosi terremoti anche di entità catastrofica: il più recente, di magnitudo 6.1, risale al 26 settembre 1997. Il sisma, con epicentro nei pressi della frazione di Annifo, causò molti danni alla città: furono maggiormente colpite, rispetto alla città, anche le altre frazioni montane.
La scossa principale fu seguita da uno sciame sismico che si protrasse per oltre un anno.
La scossa delle 17:23 del 14 ottobre 1997, di magnitudo 5.5, con epicentro tra Sellano e Preci, causò il crollo della lanterna del Palazzo Comunale (chiamata dai folignati "il torrino"): la scossa si verificò durante un sopralluogo dei vigili del fuoco che cercavano di mettere in sicurezza la torre e fu ripresa in diretta TV.
Il 14 ottobre 2007 è stato inaugurato il completamento del restauro della torre civica del Palazzo Comunale.
Fra il 2008 e il 2014, nell'ambito del P.I.R. (piano integrato di recupero), il centro storico viene ripavimentato e riqualificato: vengono rifatte ex novo la rete fognaria, la rete idrica, la rete del gas metano, la rete elettrica e la rete telefonica.

## Onorificenze
La città di Foligno è stata decorata con 
A conferire il riconoscimento, il 16 gennaio 1961, fu il Presidente della Repubblica, Giovanni Gronchi, che lo consegnò all'allora sindaco Italio Fittajoli.